# Grido di vendetta
Grido di vendetta (Heiß weht der Wind) è un film del 1964 diretto da Rolf Olsen.

## Trama
Durante il viaggio in diligenza, i genitori di Chris muoiono, lui non riesce a ricordare nulla ed è allattato da Spike. I due amici si salvano da un'alluvione e vengono salvati dal contadino Bradley.